# QoS
QoS (англ. quality of service «качество обслуживания») — технология предоставления различным классам трафика различных приоритетов в обслуживании, также этим термином в области компьютерных сетей называют вероятность того, что сеть связи соответствует заданному соглашению о трафике, или же, в ряде случаев, неформальное обозначение вероятности прохождения пакета между двумя точками сети.
Что можно литературно перевести как: «QoS — способность сети обеспечить необходимый сервис заданному трафику в определенных технологических рамках».
В узком техническом значении, этот термин означает набор методов для управления ресурсами пакетных сетей.

## Механизм работы
Для большинства случаев качество связи определяется четырьмя параметрами:
- Скорость передачи информации (Bitrate), описывает номинальную пропускную способность среды передачи информации. Зависит от ширины полосы пропускания канала связи (Гц) и отношения сигнал/шум. Измеряется в bit/s (bps), kbit/s (Kbps), Mbit/s (Mbps), Gbit/s (Gbps).
- Задержка при передаче пакета (Delay), измеряется в миллисекундах.
- Колебания (дрожание) задержки при передаче пакетов — джиттер.
- Потеря пакетов (Packet loss). Определяет количество пакетов, потерянных в сети во время передачи.

Для простоты понимания канал связи можно представить в виде условной трубы, а пропускную способность описать как функцию двух параметров: диаметра трубы и её длины.
Когда передача данных сталкивается с проблемой «бутылочного горлышка» для приёма и отправки пакетов на маршрутизаторах, то обычно используется метод FIFO: первый пришел — первый ушёл (First In — First Out). При интенсивном трафике это создаёт заторы, которые разрешаются крайне простым образом: все пакеты, не вошедшие в буфер очереди FIFO (на вход или на выход), игнорируются маршрутизатором и, соответственно, теряются безвозвратно. Более разумный метод — использовать «умную» очередь, в которой приоритет у пакетов зависит от типа сервиса — ToS. Необходимое условие: пакеты должны уже нести метку типа сервиса для создания «умной» очереди. Обычные пользователи чаще всего сталкиваются с термином QoS в домашних маршрутизаторах с поддержкой QoS. Например, весьма логично дать высокий приоритет пакетам VoIP и низкий — пакетам FTP, SMTP и клиентам файлообменной сети.

## Модели QoS

### Негарантированная доставка — Best Effort Service
Наличие марки ToS Best Effort Service не является механизмом тонкого регулирования и является признаком простого увеличения пропускной способности без какого-либо выделения отдельных классов трафика и регулирования.

### Интегрированный сервис — Integrated Service (IntServ)
Согласно RFC 1633, модель интегрированного обслуживания обеспечивает сквозное (End-to-End) качество обслуживания, гарантируя необходимую пропускную способность. IntServ использует для своих целей протокол резервирования сетевых ресурсов RSVP, который обеспечивает выполнение требований ко всем промежуточным узлам. В отношении IntServ часто используется термин «резервирование ресурсов» (Resource reservation).

### Дифференцированное обслуживание — Differentiated Service (DiffServ)
Описана в RFC 2474 и RFC 2475. Обеспечивает QoS на основе распределения ресурсов в ядре сети и определенных классификаторов и ограничений на границе сети, комбинируемых с целью предоставления требуемых услуг. В этой модели вводится разделение трафика по классам, для каждого из которых определяется свой уровень QoS. DiffServ состоит из управления формированием трафика (классификация пакетов, маркировка, управление интенсивностью) и управления политикой (распределение ресурсов, политика отбрасывания пакетов). DiffServ является наиболее подходящим примером «умного» управления приоритетом трафика.

## Приложения, требующие QoS
Определённое качество обслуживания может потребоваться для ряда сетевых приложений, в частности:
- потоковые мультимедиа-приложения требуют гарантированную пропускную способность канала;
- VoIP и видеоконференция требуют небольших значений джиттера и задержки;
- ряд приложений, например, удалённая хирургия, требуют гарантированного уровня надёжности.

## Альтернативное определение и субъективная оценка QoS
Другим методом оценки качества, особенно в IP-телефонии и IP-TV, является метрический метод, который отражает или предсказывает субъективно опытное качество. Используются субъективные оценки и показатели типа «воспринимаемая пользователем производительность», «степень удовлетворения пользователя», «число счастливых клиентов». Метод носит название Mean Opinion Score (MOS, «абсолютно субъективное понятие»), или Quality of Experience (QoE, «метод эмпирических оценок»).
В этом контексте QoS — совокупный эффект от удовлетворения заказчика сервисов, затрагивающих все виды обслуживания. Это определение оценивает соответствующее приложение в виде субъективной оценки и корректируется соответствующими коэффициентами о: времени ответа, наличии и величине провалов, шумов, слышимых посторонних разговоров, уровня громкости, частотной характеристики, заметного эха и т. д., и также включает субъективную оценку обслуживания (служба поддержки).

## Протоколы, которые предоставляют услугу QoS
- IP Differentiated services (DiffServ)
- IP Integrated services (IntServ)
- Resource reSerVation Protocol (RSVP (протокол))
- Multiprotocol Label Switching (MPLS)
- RSVP-TE
- Frame relay
- X.25
- Asynchronous Transfer Mode (ATM)
- HomePNA

## Миф о 20 % в Windows XP
Многие пользователи полагают, что сетевая служба QoS в Windows XP резервирует 20 % пропускной способности любого канала постоянно (и поэтому рекомендуют отключать данную службу). Однако, Microsoft отрицает это. В редакции от 16 июня 2006 года статьи в базе знаний Microsoft присутствует следующее заявление:

В некоторых публикациях и группах новостей заявлялось, что Windows XP всегда резервирует под нужды механизма QoS 20 % доступной полосы пропускания. Данное утверждение неверно…

В Windows XP, как и в Windows 2000, программы используют планировщик пакетов QoS посредством интерфейсов API QoS. Если отсутствуют программы, требующие приоритетного доступа к сети, то программы сообща используют всю пропускную способность сети. Если программа «зарезервировала» пропускную способность, но не передает данные, то эта пропускная способность также может использоваться остальными программами. По умолчанию на конечном компьютере программа может резервировать до 20 % суммарной пропускной способности каждого интерфейса. Если программа, зарезервировавшая пропускную способность, использует её не полностью, то неиспользуемая часть доступна для других программ.
В самом деле, тесты показали, что отключение QoS не даёт прироста в скорости. Это не исключает, однако, возможного негативного влияния QoS на работу определенных комбинаций не совсем правильно настроенных программ, работающих с сетью, что, возможно, и послужило истоками данного мифа.